# Sân vận động sinh nhật lần thứ 80
Sân vận động sinh nhật lần thứ 80 là một sân vận động đa năng ở Nakhon Ratchasima (Korat), tỉnh Nakhon Ratchasima, Thái Lan. Đây là sân vận động chính của Khu liên hợp thể thao kỷ niệm 80 năm ngày sinh của Quốc vương, 5 tháng 12 năm 2007. Sân có sức chứa 24.641 chỗ ngồi. Đây là sân nhà của Nakhon Ratchasima F.C. Sân đã tổ chức các trận đấu môn bóng đá cũng như lễ khai mạc và bế mạc của Đại hội Thể thao Đông Nam Á 2007. Sân vận động này có tên gọi như vậy vì ngày sân được khánh thành trùng với sinh nhật lần thứ 80 của Quốc vương Bhumibol Adulyadej.

## Sân vận động và vị trí
| Tọa độ                                            | Vị trí            | Sân vận động                      | Sức chứa | Năm      |
| ------------------------------------------------- | ----------------- | --------------------------------- | -------- | -------- |
| 14°55′38″B 102°02′56″Đ / 14,927096°B 102,048956°Đ | Nakhon Ratchasima | Sân vận động sinh nhật lần thứ 80 | 24.641   | 2007–nay |